# Ronny Mosuse
Ronny Mosuse (né à Anvers le 17 mai 1971) est un chanteur, musicien, auteur-compositeur, producteur de musique et présentateur d'émissions belge néerlandophone. Ronny Mosuse est le frère de Robert Mosuse (décédé en avril 2000), il a également 3 frères et une sœur.
De concert avec ses frères Robert et Jean-Paul en 1988, il a participé au concours Humo's Rock avec leur groupe The B-Tunes. Ils ont remporté la troisième place, derrière Ze Noiz et The Romans. Leur single "Stone Cold Woman" est ensuite réalisé grâce à la production de Wouter van Belle. Par la suite, Bart Peeters a été séduit par leurs prestations et participa à la réalisation de l'album de Ronny et Robert The Radios, notamment pour le titre "She Goes Nana" coécrit par Ronny et Bart.
Producteur de musique pour le programme De Vliegende Doos dans les années 1990, compositeur de comédies musicales pour enfants (Bob et Bobette, Fifi Brindacier...), il est également présentateur de télévision (Rock Report). En 2001, il a présenté avec Steven van Herreweghe l'émission de radio "Cuisine X" sur Studio Brussel.
Il joue comme bassiste dans le groupe The Clement Peerens Explosition sous le nom de Sylvain Aertbeliën, ensemble avec Hugo Matthysen sous le nom de Clement Peerens (chanteur/guitariste) et Aram Van Ballaert (percussions) sous le nom de Dave de peuter. Mosuse a également joué avec K's Choice ou Hooverphonic.
Ronny Mosuse sort fin 2002 l'album "Stronger", dédié à son frère décédé. En 2003, il entreprend une tournée en Flandre avec un quatuor à cordes et participe à l'émission spéciale Canvas. À l'automne de 2004, il repart en tournée avec un quartet à vent. Dans sa pièce "L'homme au message" figurent des textes de Herman Brusselmans, Rick de Leeuw et Frank Vander linden.
Sa chanson "Alles wat je doet" a été produite par Jan Leyers, en 2005, et a remporté le prix de la meilleure chanson de Radio 2. À l'automne 2005, sort son premier album néerlandophone "Altijd Oktober".
Les années suivantes, il réalise des tournées avec un groupe de style pop se produisant dans des théâtres.
En janvier 2008, il sort "Allemaal Anders", un album néerlandophone qu'il écrit à la suite d'un voyage au Congo-Kinshasa.
Ronny est, tout comme avec Vincent Kompany, ambassadeur de "SOS Kinderdorpen" (SOS Villages d'Enfants), et participe à la campagne de lancement au Congo-Kinshasa. Ils soutiennent la construction d'un village d'enfants à Kinshasa.
Ronny a 3 enfants; son fils Moses et sa fille Marie d'une précédente relation et Mona avec sa compagne actuelle.

## Sources et Références
- Gemeente Evergem: Ronny Mosuse - Biographie.
- Café Charlatan: Ronny Mosuse (set acoustique).
- www.ronnymosuse.com Site Officiel.